# Немчино (Смоленская область)
Немчино — деревня в Смоленском районе Смоленской области России. Входит в состав Кощинского сельского поселения. Население — 30 жителей (2007 год). 
Расположена в западной части области в 13 км к юго-востоку от Смоленска, в 0,1 км восточнее автодороги А141 Орёл — Витебск, на берегу реки Сож. В 8 км северо-восточнее деревни расположена железнодорожная станция Тычинино на линии Смоленск — Рославль. 

## История
В годы Великой Отечественной войны деревня была оккупирована гитлеровскими войсками в июле 1941 года, освобождена в сентябре 1943 года. 